# Vladimir Sjestakov
Vladimir Sjestakov, född den 30 januari 1961 i Lesouchastok, Ryssland, är en sovjetisk judoutövare.
Han tog OS-silver i herrarnas mellanvikt i samband med de olympiska judotävlingarna 1988 i Seoul.